# شعار أرض البنط
شعار بونتلاند هو شعار النبالة الرسمي الذي تستخدمه بونتلاند منذ عام 2009 ، والتي تقع في إفريقيا ولكنها معترف بها دوليًا كجزء من الصومال .
في الدرع الموجود في الجزء الأوسط من شعار النبالة، يقع علم بونتلاند، ويتم وضعه بزاوية ٩٠°. في الجزء العلوي من الدرع، الذي يضم علم بنت لاند، يوجد تاج جداري عربي يمثل السيادة. يحمل الدرع حصانين بألوانهما الطبيعية، والتي يتم وضعها في مواجهة الداخل على كلا الجانبين، والوقوف على أرجلهم الخلفية وفي وضع مرتفع للملك. في الجزء السفلي من الدرع هناك اثنين من الرماح أدات، والتي يتم وضعها قطريا والتي تقف الخيول على أرجلهم الخلفية. عند النقطة التي تلتقي فيها الرماح قطريا، توجد ورقتان من أشجار النخيل في مواجهة اليمين واليسار، مما يمثل السلام. يمكن رؤية الشريط الذهبي الموجود في الرماح في الجزء السفلي من شعار النبالة ويقع لأغراض الديكور.
يتشابه شعار النبالة في بونتلاند إلى حد بعيد مع شعار النبالة في الصومال . بهذه الخطوة، صرحت بونتلاند بأنها تعتبر نفسها أحد هياكل الدولة التي تتكون منها الصومال، وهي بنية مستقلة مرتبطة بالصومال.